# Jekyll and Hyde (série télévisée)
Pour les articles homonymes, voir Jekyll and Hyde.
Pour les articles homonymes, voir Docteur Jekyll et M. Hyde.
Jekyll and Hyde est une série télévisée britannique créée par Charlie Higson et diffusée en 2015 sur ITV

## Fiche technique
- Titre : Jekyll and Hyde
- Création :   Charlie Higson
- Réalisation :
- Production : 
  - Production exécutive :
- Musique :
- Société de production :
- Société de distribution : ITV Studio
- Pays d'origine :  Royaume-Uni
- Genre : horreur / drame
- Langue originale : anglais
- Durée : 45 minutes
- Date de diffusion :

## Distribution

### Acteurs principaux
- Tom Bateman : Dr Jekyll
- Richard E. Grant :  Sir Roger Bulstrode
- Tom Rhys Harries : Mr Sackler

## Épisodes
- The Harbinger
- Mr. Hyde
- The Cutter
- The Calyx
- Black Dog
- Spring-Heeled Jack
- The Reaper
- Moroii
- The Incubus
- The Heart of Lord Trash